# Simulium raastadi
Simulium raastadi is een muggensoort uit de familie van de kriebelmuggen (Simuliidae). De wetenschappelijke naam van de soort is voor het eerst geldig gepubliceerd in 2000 door Usova & Reva.